# Vicia eristalioides
Vicia eristalioides — вид квіткових рослин з родини бобових (Fabaceae). Ареал охоплює такі країни: Туреччина (азійська); ймовірно вимер у Сирії.

## Середовище
Висота проживання: 550–700 метри. Vicia eristalioides зустрічається у вапнякових, схилових та червоних середземноморських ґрунтах, а також на порушених землях і сільськогосподарських узліссях. Це відносно нещодавно описаний і дуже рідкісний вид, поширений лише в Туреччині та Сирії. Початкова типова популяція поблизу Беліна, Анталія, Туреччина, невелика і зазнала серйозної ерозії внаслідок посадки соснових лісів та урбанізації. На всіх трьох ділянках рослини поширені лише в сухих сільськогосподарських та порушених середовищах існування, які зазвичай надмірно випасаються або схильні до урбанізації, і їм серйозно загрожує інтенсифікація сільського господарства та розширення доріг.